# Années 1060 av. J.-C.
Les années 1060 av. J.-C. couvrent les années de 1069 av. J.-C. à 1060 av. J.-C.

## Événements
- 1069 av. J.-C.[1] : mort du pharaon Ramsès XI et division de l'Égypte en deux, avec au nord un royaume dirigé par la XXIe dynastie ayant pour capitale Tanis et au sud un royaume dirigé par la dynastie des Grands prêtres d'Amon ayant pour capitale Thèbes. C'est la fin du Nouvel Empire et le début de la Troisième Période intermédiaire.
- 1067-1046 av. J.-C.[1] : règne de Adad-apla-iddina, roi de Babylone. Sous son règne les Sutû pillent et détruisent le temple de Shamash à Sippar[2].
- Vers 1065-1015 av. J.-C. : Submycénien[3] en Argolide, Attique, Eubée[4] et Corinthie. L’étude des tombes (Athènes) laisse entrevoir une société où il n’existe plus de hiérarchie de classe, même si les disparités de richesses entre les tombes individuelles peuvent être importantes. La Grèce est politiquement morcelée en petites communautés rurales dirigées par des rois guerriers. Rupture des relations commerciales de la Grèce avec la péninsule italienne jusqu'au siècle suivant. La céramique submycénienne se rattache à la culture mycénienne.